# Kay Wiestål
Kay-Arne Arvid Wiestål, född 16 oktober 1940 i Holmsund i Västerbottens län, död 14 november 2020, var en svensk entreprenör, idrottsledare och fotbollsspelare.
Wiestål avled i sviterna av Covid-19.

## Sportverksamhet
Kay Wiestål var allsvensk fotbollsspelare i Djurgårdens IF, professionell fotbollsspelare i USA och tränare för Kalmar FF och Ope IF.

## Yrkesverksamhet
Wiestål tog 1976 initiativ till Kvarnholmens centrumförening i Kalmar, ett samarbetsorgan mellan fastighetsägare, företagare och Kalmar kommun. Han var senare verkställande direktör i firman KWK Produktion AB. År 1979 tog han initiativ till att kronprinsessan Victorias födelsedag den 14 juli skulle firas som Victoriadagen.

## Utmärkelser
- H.M. Konungens medalj i guld av 8:e storleken (2020) för förtjänstfulla insatser som initiativtagare och ansvarig för Victoriadagarna på Öland.[3]
- 2007: Årets ölänning